# کنجی میازاوا
کنجی میازاوا (انگلیسی: Kenji Miyazawa؛ زاده ۲۷ اوت ۱۸۹۶ درگذشته ۲۱ سپتامبر ۱۹۳۳) یک نویسنده، شاعر، و آموزگار اهل ژاپن بود.
همچنین شخصیتی با این اسم ، در "انیمه سگ های ولگرد بانگو" وجود دارد که از کنجی میازاوا، الهام گیری شده است.